# Haemaphysalis nadchatrami
Haemaphysalis nadchatrami är en fästingart som beskrevs av Hoogstraal, Trapido och Glen M. Kohls 1965. Haemaphysalis nadchatrami ingår i släktet Haemaphysalis och familjen hårda fästingar. Inga underarter finns listade i Catalogue of Life.